# Tetralepis fruhstorferi
Tetralepis fruhstorferi — вид змій родини полозових (Colubridae). Ендемік Індонезії.

## Назва
Вид названо на честь німецького лепідоптеролога Ганса Фрусторфера (1866—1922), який зібрав типові зразки.

## Поширення і екологія
Вид відомий лише з місцевості на околицях гори Семеру в провінції Східна Ява. Мешкає у лісі на висоті близько 1000 м.

## Опис
Спинна сторона темно-червонувато-коричнева з нечіткою темною лінією хребців. Черево свинцевого або червонувато-сірого кольору. Голотип має тіло 43,2 см стандартної довжини (SVL), а хвіст завдовжки 7,0 см.